# Man or Astro-man?
Man or Astro-man? (även förkortat MoAM?) var ett amerikanskt surfrockband som bildades i Alabama under tidigt 1990-tal. Som ett överlag instrumentalt band kombinerade Man or Astro-man? klassisk surfmusik från 1960-talet med new wave och punkrock från sent 1970- och tidigt 1980-tal. Kombinationen mynnade ut i en något annorlunda version av genren, beskriven som space age surf.
Bandets originaluppsättning bestod av Star Crunch (Brian Causey) på gitarr och, stundtals, sång, Birdstuff (Brian Teasley) på trummor, samt Coco the Electronic Monkey Wizard (Robert DelBueno) på basgitarr och elektronikinstrument. Dr. Deleto (Jeff Goodwin), Cap'n Zeno (Jason Russell) och Dexter X (Hayden Thais) är gitarrister och basister som också spelat i bandet.
Man or Astro-man? blev uppmärksammade för sin hängivelse till science fiction. Det innefattade bland annat diverse ljudeffekter, repliker och utdrag från gamla sci-fi-filmer och tv-serier, udda elektroniska föremål och påståendet av medlemmarna själva att dessa var utomjordingar satta på Jorden för att spela surfmusik. 
Bandet både turnerade och släppte flera album under 1990-talet. Is It ... Man or Astroman? (1993), Intravenous Television Continuum (1996) och Made from Technetium (1997) är exempel på album bandet släppte under denna period. Till de senare albumen hör A Spectrum of Infinite Scale från 2000. 
Bandets liveframträdanden kännetecknades av energi och högt tempo. 1998 lät Man or Astro-man? "kloner" åka ut på turné och göra spelningar i deras ställe. Namnen dessa medlemmar hade var snarlika originalmedlemmarnas egna alias. Exempelvis blev Birdstuff Dorkstuff och Coco blev Cocoid. Birdstuff kom senare att spela i andra band såsom Servotron, The Polyphonic Spree och The Humans.
Man or Astro-man? återförenades 2010.

## Diskografi (urval)
Album
- 1993 – Is It...Man or Astro-man?
- 1994 – Destroy All Astromen!!
- 1995 – Intravenous Television Continuum
- 1995 – Project Infinity
- 1996 – Experiment Zero
- 1997 – What Remains Inside a Black Hole
- 1997 – Live Transmissions From Uranus
- 1997 – Made From Technetium
- 1999 – EEVIAC: Operational Index and Reference Guide
- 2000 – A Spectrum of Infinite Scale
- 2001 – Beyond the Black Hole
- 2001 – A Spectrum of Finite Scale
- 2013 – Defcon 5..4..3..2..1

Singlar/EPs
- "Possession by Remote Control" 7" (1992)
- "Amazing Thrills! in 3-Dimension" 7" (1993)
- "Supersonic Toothbrush Helmet" 7" (1993)
- "Captain Holojoy's Space Diner" 7" (1993)
- "Mission into Chaos!" 7" (1993)
- "Man or Astro-man? vs. Europa" 7" (1993)
- "Astro Launch" 7" (1994)
- "The Brains of the Cosmos" 7" (1994)
- Your Weight on the Moon 10"/CD, EP (1994)
- "Inside the Head of... Mr. Atom" 7" (1994)
- Creature Feature flexi 7" EP (1994)
- Return to Chaos 7" EP (1995)
- "Man or Astro-man? in Orbit" 7" (1995)
- "Postphonic Star Exploration" 5" (1995)
- "Needles in the Cosmic Haystack" 7" (1995)
- "World Out of Mind!" 7" (1995)
- "Espanto del Futuro" 7" (1995)
- "Welcome to the Sonic Space Age" 7" (1995)
- "Deluxe Men in Space" 7"/CD-Singel (1996)
- "The Sounds of Tomorrow" 7" (1996)
- "UFO's and the Men Who Fly Them!" 7" (1996)
- 1000x 10"/CD EP (1997)
- Ex Machina 7" EP (1998)
- "Earth Station Radio/Updated Theme From Supercar" 7" (2010)
- "Analog Series Vol. 1" 7" (2012)
- "Analog Series Vol. 2" 7" (2012)
- "Analog Series Vol. 3" 7" (2013)